# Episodi di L'uomo e la sfida
La prima e unica stagione della serie televisiva L'uomo e la sfida (The Man and the Challenge) è andata in onda negli Stati Uniti dal 12 settembre 1959 all'11 giugno 1960 sulla NBC.
| nº | Titolo originale      | Prima TV USA      | Titolo italiano | Prima TV Italia |
| -- | --------------------- | ----------------- | --------------- | --------------- |
| 1  | Sphere of No Return   | 12 settembre 1959 |                 |                 |
| 2  | Maximum Capacity      | 19 settembre 1959 |                 |                 |
| 3  | Odds Against Survival | 26 settembre 1959 |                 |                 |
| 4  | Sky Diving            | 3 ottobre 1959    |                 |                 |
| 5  | Experiments in Terror | 10 ottobre 1959   |                 |                 |
| 6  | Invisible Force       | 17 ottobre 1959   |                 |                 |
| 7  | Escape to Nepal       | 24 ottobre 1959   |                 |                 |
| 8  | Border to Border      | 31 ottobre 1959   |                 |                 |
| 9  | Trial by Fire         | 7 novembre 1959   |                 |                 |
| 10 | White Out             | 14 novembre 1959  |                 |                 |
| 11 | The Breaking Point    | 28 novembre 1959  |                 |                 |
| 12 | Jungle Survival       | 5 dicembre 1959   |                 |                 |
| 13 | I've Killed Seven Men | 12 dicembre 1959  |                 |                 |
| 14 | Man Without Fear      | 19 dicembre 1959  |                 |                 |
| 15 | The Visitors          | 26 dicembre 1959  |                 |                 |
| 16 | The Storm             | 2 gennaio 1960    |                 |                 |
| 17 | Killer River          | 9 gennaio 1960    |                 |                 |
| 18 | Rodeo                 | 23 gennaio 1960   |                 |                 |
| 19 | The Windowless Room   | 30 gennaio 1960   |                 |                 |
| 20 | Nightmare Crossing    | 6 febbraio 1960   |                 |                 |
| 21 | The Lure of Danger    | 13 febbraio 1960  |                 |                 |
| 22 | Recovery              | 20 febbraio 1960  |                 |                 |
| 23 | Buried Alive          | 27 febbraio 1960  |                 |                 |
| 24 | Recondo               | 3 marzo 1960      |                 |                 |
| 25 | Flying Lab            | 12 marzo 1960     |                 |                 |
| 26 | Hurricane Mesa        | 19 marzo 1960     |                 |                 |
| 27 | Astro Female          | 26 marzo 1960     |                 |                 |
| 28 | The Extra Sense       | 2 aprile 1960     |                 |                 |
| 29 | Man in a Capsule      | 9 aprile 1960     |                 |                 |
| 30 | The Dropper           | 23 aprile 1960    |                 |                 |
| 31 | High Dive             | 30 aprile 1960    |                 |                 |
| 32 | Daredevils            | 7 maggio 1960     |                 |                 |
| 33 | Shooter McLaine       | 21 maggio 1960    |                 |                 |
| 34 | Early Warning         | 28 maggio 1960    |                 |                 |
| 35 | Breakoff              | 4 giugno 1960     |                 |                 |
| 36 | Highway to Danger     | 11 giugno 1960    |                 |                 |

## Sphere of No Return
- Prima televisiva: 12 settembre 1959

### Trama
- Guest star: Paul Burke (Corey), Raymond Bailey (dottor Kramer), Joyce Meadows (Lynn Allen), Frank Kirby (Mason), Keith Vincent (Regan)

## Maximum Capacity
- Prima televisiva: 19 settembre 1959

### Trama
- Guest star: Robert Karnes (Henderson), Robert Conrad (Bill Howard), Paula Raymond (Anne), Michael Masters (Jerry Ogden), James Best (David Mallory), Wayne Mallory (Smitty)

## Odds Against Survival
- Prima televisiva: 26 settembre 1959

### Trama
- Guest star: Whit Bissell (dottor Robert Widener), Robert Clarke (dottor Wayne Robinson), Bethel Leslie (Nina Robinson)

## Sky Diving
- Prima televisiva: 3 ottobre 1959

### Trama
- Guest star: Danielle Aubry (Suzanne Bolet), Alberto Morin (Raymond), John Van Dreelen (Georges Bolet)

## Experiments in Terror
- Prima televisiva: 10 ottobre 1959

### Trama
- Guest star: Julie Adams (Linda Webb), Logan Field (Delmar Jervis), Otto Kruger (David Mumford)

## Invisible Force
- Prima televisiva: 17 ottobre 1959

### Trama
- Guest star: William Conrad (Jim Harrigan), Debra Paget (Liza Dantes), Carol Thurston (Alice Barron), Patrick Waltz (Jenks)

## Escape to Nepal
- Prima televisiva: 24 ottobre 1959

### Trama
- Guest star: Joan Granville (Marilyn Sidney), Myron Healey (dottor Morton Walker), John Maxwell (dottor Warren Szold)

## Border to Border
- Prima televisiva: 31 ottobre 1959

### Trama
- Guest star: Ed Kemmer (Tom Larson), Don Kennedy (Danny Ryan)

## Trial by Fire
- Prima televisiva: 7 novembre 1959

### Trama
- Guest star: Joyce Taylor (Dorrie Conway), H. M. Wynant (Fred Conway)

## White Out
- Prima televisiva: 14 novembre 1959

### Trama
- Guest star: Don Eitner (tenente Joe Hale), Jan Shepard (dottor Anna West), Phillip Terry (dottor William Ryder)

## The Breaking Point
- Prima televisiva: 28 novembre 1959

### Trama
- Guest star: John Marley (Sam Randolph), Joyce Meadows (Lynn Allan), Tony Monaco (Leon Ulmer), Alfred Ryder (Robert Carson)

## Jungle Survival
- Prima televisiva: 5 dicembre 1959

### Trama
- Guest star: Dean Harens (Jim Connor), Marcia Henderson (Anne Sanders), Michael Masters (Bill Locke)

## I've Killed Seven Men
- Prima televisiva: 12 dicembre 1959

### Trama
- Guest star: Jean Allison (Sally Cheever), Lin McCarthy (Paul Cheever)

## Man Without Fear
- Prima televisiva: 19 dicembre 1959

### Trama
- Guest star: John Daheim (Mike Mapes), Frank Gerstle (Ed Burke), Nick Nicholson (Jim Phillips), Tracey Roberts (Helen)

## The Visitors
- Prima televisiva: 26 dicembre 1959

### Trama
- Guest star: Fuzzy Knight (Burro Charlie), Jack Ging (Willie), Bert Remsen (Ken), Len Lesser (Les), Robert J. Wilke (Old Gene)

## The Storm
- Prima televisiva: 2 gennaio 1960

### Trama
- Guest star: Roberta Haynes (Patricia Halakua), Les Johnson (Bill Blake), Byron Morrow (Dean Curtiss), Fred Gabourie (Roger Blanchard)

## Killer River
- Prima televisiva: 9 gennaio 1960

### Trama
- Guest star: John Archer (Sawyer), Michael Keith (Stanhope)

## Rodeo
- Prima televisiva: 23 gennaio 1960

### Trama
- Guest star: Myron Healey (dottor John Quirt), Neil Grant (Big Ed Casey), Chuck Parkerson (annunciatore), Larry D. Mann (Jim Fitzpatrick), Ann Robinson (Sally Somers)

## The Windowless Room
- Prima televisiva: 30 gennaio 1960

### Trama
- Guest star: Raymond Bailey (dottor Kramer), Sue Randall (Phyllis Wright), Michael Keith (Ranger), Doris Fesette (Edith), Jack Ging (Dan Wright), Irvin Ashkenazy (Patient)

## Nightmare Crossing
- Prima televisiva: 6 febbraio 1960

### Trama
- Guest star: Mike Keene (colonnello), Jerry Catron (Winters), Pat McCaffrie (Radio Officer), Keith Larsen (John Napier), Tony Monaco (Harley)

## The Lure of Danger
- Prima televisiva: 13 febbraio 1960

### Trama
- Guest star: Edward Colmans (dottor Lopez), Miguel Ángel Landa (Cartina), Robert Mercy (Arejevo), Felipe Turich (Grantina)

## Recovery
- Prima televisiva: 20 febbraio 1960

### Trama
- Guest star: John Archer (capitano Morris), Jerry Catron (ensign Fowler), Eloise Hardt (Madge Costain)

## Buried Alive
- Prima televisiva: 27 febbraio 1960

### Trama
- Guest star: Don Eitner (Doug), Robert Bice (dottor Carlson), Dean Harvey (Donaldson), Robert Gothie (Buzz Harmon), Joyce Meadows (Lynn Allen)

## Recondo
- Prima televisiva: 3 marzo 1960

### Trama
- Guest star: Jay Douglas (Graham Landry), Bern Bassey (Darcey), Marianna Hill (Ruth Tanner), Jack Harris (Warden Tanner), Arvid Nelson (Charlie Burke)

## Flying Lab
- Prima televisiva: 12 marzo 1960

### Trama
- Guest star: Jack Hilton (Scott), Robert Knapp (Ryder), Page Slattery (Davis), Keith Vincent (Winters)

## Hurricane Mesa
- Prima televisiva: 19 marzo 1960

### Trama
- Guest star: Robert Bice (dottor Carlson), Jack Ging (Jim Harper), Joyce Meadows (Lynn Allen)

## Astro Female
- Prima televisiva: 26 marzo 1960

### Trama
- Guest star: Joan Granville (Joan Lee), Adrienne Hayes (Amy Brown), Ethel Jensen (Joan Gillespie), Maureen Leeds (Gina Reed)

## The Extra Sense
- Prima televisiva: 2 aprile 1960

### Trama
- Guest star: Paul Comi (sergente Lowery), Frank Maxwell (colonnello Bill Blake)

## Man in a Capsule
- Prima televisiva: 9 aprile 1960

### Trama
- Guest star: Fred Beir (Steve Paley), Donald Gamble (Maxey), Darryl Hickman (Max Edwards), Richard Jeffries (operatore radio)

## The Dropper
- Prima televisiva: 23 aprile 1960

### Trama
- Guest star: Jerry Summers (Dropper), Alan Wells (Arthur Heller), Jim Jacobs (Test Subject), Coleman Francis, Michael Masters (Judo Expert), Tyler McVey (capitano Whitlow), Joyce Meadows (Lynn Allen), Morgan Jones (Trooper Jack O'Brien), Howard McLeod (operatore radio)

## High Dive
- Prima televisiva: 30 aprile 1960

### Trama
- Guest star: Charles Keane (Bill Andrews), Charles Alvin Bell (Ed Honig), Vernon Rich (giudice Banner), Michael Keith (Matt Adams), Olive Sturgess (Sylvia Honig)

## Daredevils
- Prima televisiva: 7 maggio 1960

### Trama
- Guest star: Doris Fesette (Miss Hopkins), Don Kennedy (Pete Knowland), Ted Knight (dottor Herter), Christine White (Betty Knowland)

## Shooter McLaine
- Prima televisiva: 21 maggio 1960

### Trama
- Guest star: Ted Knight (John Mickelson), John Milford (Shooter McLaine), Mala Powers (Betty Fuller), Charles Tannen (George Harley)

## Early Warning
- Prima televisiva: 28 maggio 1960

### Trama
- Guest star: Marshall Kent (Pentagon Chief), Bethel Leslie (Eleanor Beck), Philip Ober (Clifford Beck), Andy Thompson (colonnello Pierce)

## Breakoff
- Prima televisiva: 4 giugno 1960

### Trama
- Guest star: Miranda Jones (Helen Vincent), Karl Swenson (dottor Lindstrom)

## Highway to Danger
- Prima televisiva: 11 giugno 1960

### Trama
- Guest star: Barney Biro (Tamarin), Hank Patterson (Swede), Karen Scott (Kitty)